# Улус Шибана
Улус Шибана — улус Білої Орди, що існував у 1242—1280 роках. Інша Другий Шибанський улус. За однією з гіпотез улус Шибана тотожній Синій Орді (Кок-Орді) і був самостійним формуванням.

## Історія
1242 року після завершення західного походу загарбані володіння за традицією кочівників розділено на західне (праве) та східне (ліве) крила. Перше отримав Бату, друге (більш важливе) — Орда Іхен. Шибан спочатку отримав у володіння Кримський улус. Втім вже у 1243 році Бату передав йому землі між Волгою і Яїком, що були частиною західного крила (колишнього першого улусу Бату). Також до володінь Шибана було приєднано Тайбугінський юрт в Сибіру. Разом з тим останній номінально належав до лівого (східного) крила і підпорядковувався Орда Іхену. Тому увесь улус Шибана став частиною лівого крила (Білої Орди).
Крім контролю за підкореними народами прикордоння степу важливою функцією улусу було забезпечення ямської служби на найкоротшому шляху, який зв'язував Каракорум та Сарай-Бату.
Його існування не було тривалим. Вже у 1280 році улус Шибана було підпорядковано улусу Орда-Іхена, але Шибаніди зберегли численні юрт (області) в колишньому улусі Шибана. Це відбилось у використанні наступними після Шибана правителями титулу оглан (царевич), а не хан. У 1-й половині XIV внаслідок внутрішньої боротьби, насамперед повстань проти Бадакул-оглана єдність улуса припинилася.
У 2-й пол. XIV ст нащадки Шибана (Хизр, Арабшах) активно втручалися у боротьбу за трон в Золотій та Білій Ордах. У XV ст. Шибаніди стали засновниками Узбецького і Тюменського ханств.

## Територія і населення
Охоплював землі від річки Урал до сучасного північно-східного Казахстану (біля Іртиша) та Західного Сибіру. Також йому належала частина лівобережного Хорезму з міста Янгікент, Ургенч і Барчкенд. Столиця улуса — Сарайчик. Шибан отримав від Бату 15 тисяч родин, більшість яких належали до племен найманів, карлуків, кушчи та буйрак.

## Правителі
- Шибан (1243—1266)
- Багадур-оглан (1266—1280)
- Джучі-Бука (1280—1310)
- Бадакул-оглан (1310—?)